# 卢瓦尼拉巴塔耶
卢瓦尼拉巴塔耶（法語：Loigny-la-Bataille，法語發音：[lwaɲi la bataj]）是法国厄尔-卢瓦省的一个市镇，位于该省东南部，属于沙托丹区。

## 地理
卢瓦尼拉巴塔耶（48°7'23"N, 1°43'59"E）面积18.05 平方千米，位于法国中央-卢瓦尔河谷大区厄尔-卢瓦省，该省份为法国北部内陆省份，北起顺时针与厄尔省、伊夫林省、埃松省、卢瓦雷省、卢瓦-谢尔省、萨尔特省和奧恩省接壤。
与卢瓦尼拉巴塔耶接壤的市镇（或旧市镇、城区）包括：泰尔米尼耶、蒂耶勒佩讷、吕莫、博斯地区奥热尔、吉永维尔、科尼河畔丰特奈。

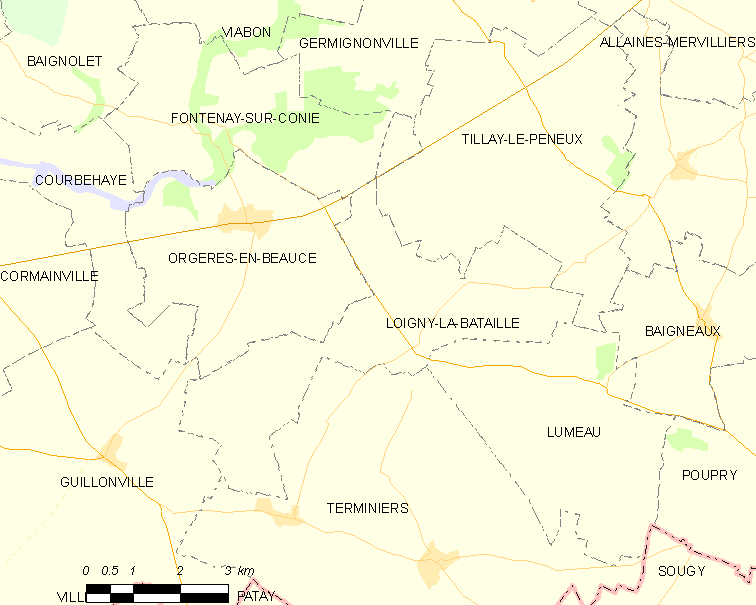
卢瓦尼拉巴塔耶的OSM定位图

卢瓦尼拉巴塔耶的时区为UTC+01:00、UTC+02:00（夏令时）。

## 行政
卢瓦尼拉巴塔耶的邮政编码为28140，INSEE市镇编码为28212。

## 政治
卢瓦尼拉巴塔耶所属的省级选区为莱维拉日沃韦安县。

## 人口

1962-2008年间卢瓦尼拉巴塔耶人口变化图示

卢瓦尼拉巴塔耶于2022年1月1日时的人口数量为215人。